# Max Leroy Mésidor
Max Leroy Mésidor (Saint-Marc, 6 gennaio 1962) è un arcivescovo cattolico haitiano, dal 7 ottobre 2017 arcivescovo metropolita di Port-au-Prince.

## Biografia
Max Leroy Mésidor è nato a Saint-Marc il 6 gennaio 1962.

### Formazione e ministero sacerdotale
Dopo gli studi secondari presso il Collège de l'Immaculée Conception nella città di Les Gonaïves, è entrato al seminario maggiore di Port-au-Prince, dove ha conseguito il baccalaureato in sacra teologia nel 1987.
Il 10 gennaio 1988 è stato ordinato presbitero per la diocesi di Les Gonaïves da monsignor Emmanuel Constant. In seguito è stato vicario parrocchiale a Petite-Rivière de l'Artibonite dal 1988 al 1989, amministratore parrocchiale della stessa dal 1989 al 1992, vicario parrocchiale della parrocchia della cattedrale di San Carlo Borromeo a Les Gonaïves dal 1992 al 1993 e parroco della parrocchia della Visitazione dal 1993 al 1998. Nel 1998 è stato inviato in Belgio per studi. Nel 2000 ha ottenuto la licenza in teologia pastorale presso il Centro internazionale di studi della formazione religiosa "Lumen Vitae" di Bruxelles. Tornato in patria è stato è stato parroco della parrocchia di San Marco a Saint-Marc dal 2000 al 2008 e parroco della parrocchia della cattedrale di San Carlo Borromeo a Les Gonaïves e vicario generale dal 2008.
È stato anche responsabile del Centro pastorale diocesano "Pastor Bonus" e presidente della commissione diocesana per la catechesi e di quella per la liturgia.

### Ministero episcopale
Il 9 giugno 2012 papa Benedetto XVI lo ha nominato vescovo di Fort-Liberté. Ha ricevuto l'ordinazione episcopale il 28 luglio successivo nella cattedrale di San Giuseppe a Fort-Liberté dall'arcivescovo Bernardito Cleopas Auza, nunzio apostolico ad Haiti, co-consacranti il vescovo di Les Cayes Chibly Langlois e quello di Les Gonaïves Yves-Marie Péan. Durante la stessa celebrazione ha preso possesso della diocesi.
Il 1º novembre 2013 papa Francesco lo ha nominato arcivescovo coadiutore di Cap-Haïtien. Il 22 novembre dell'anno successivo è succeduto alla medesima sede. Ha continuato a reggere la diocesi di Fort-Liberté come amministratore apostolico fino al 13 dicembre di quell'anno, giorno della presa di possesso di monsignor Quesnel Alphonse.
Il 7 ottobre 2017 lo stesso pontefice lo ha nominato arcivescovo metropolita di Port-au-Prince. Ha preso possesso dell'arcidiocesi il 6 gennaio successivo.
Nel giugno del 2017 ha compiuto la visita ad limina.
Dal 28 novembre 2023 è presidente della Conferenza episcopale di Haiti. Dal 14 aprile 2021 al 28 novembre 2023 è stato vicepresidente della stessa.

## Genealogia episcopale e successione apostolica
La genealogia episcopale è:
- Cardinale Scipione Rebiba
- Cardinale Giulio Antonio Santori
- Cardinale Girolamo Bernerio, O.P.
- Arcivescovo Galeazzo Sanvitale
- Cardinale Ludovico Ludovisi
- Cardinale Luigi Caetani
- Cardinale Ulderico Carpegna
- Cardinale Paluzzo Paluzzi Altieri degli Albertoni
- Papa Benedetto XIII
- Papa Benedetto XIV
- Cardinale Enrico Enriquez
- Arcivescovo Manuel Quintano Bonifaz
- Cardinale Buenaventura Córdoba Espinosa de la Cerda
- Cardinale Giuseppe Maria Doria Pamphilj
- Papa Pio VIII
- Papa Pio IX
- Cardinale Gustav Adolf von Hohenlohe-Schillingsfürst
- Arcivescovo Salvatore Magnasco
- Cardinale Gaetano Alimonda
- Cardinale Agostino Richelmy
- Vescovo Giuseppe Castelli
- Vescovo Gaudenzio Binaschi
- Arcivescovo Albino Mensa
- Cardinale Tarcisio Bertone, S.D.B.
- Arcivescovo Bernardito Cleopas Auza
- Arcivescovo Max Leroy Mésidor

La successione apostolica è:
- Vescovo Louis-Jean Sander (2024)
- Vescovo Jean-Charles Wismick, S.M.M. (2024)